# Andrei Gag
Andrei Marius Gag (né le 27 avril 1991 à Bocsig, județ d'Arad) est un athlète roumain, spécialiste du lancer de poids et de disque.

## Biographie
Le 7 juin 2015, il porte son record du poids à 20,32 m à Pitești. Au lancer de disque, son record est de 61,27 m en 2014. Le 10 juillet 2015, il remporte la médaille d'argent lors de l'Universiade de 2015 à Gwangju. Il bat le record national en 20,96 m pour remporter l'épreuve des Championnats des Balkans à Pitești. Il remporte chez lui la 16e édition de la Coupe d'Europe hivernale des lancers 2016.
Le 19 mars 2016, Andrei Gag devient vice-champion du monde en salle du lancer du poids avec un jet à 20,89 m (record personnel en salle). Il s'agit de sa première médaille mondiale sénior et n'est devancé que par le Néo-zélandais Tomas Walsh (21,78 m).
Le 17 juillet, il améliore son record à l'occasion des championnats nationaux disputés à Cluj-Napoca, avec 21,06 m.
Le 23 août 2017, il décroche la médaille de bronze de l'Universiade à Taipei avec 20,12 m.

## Palmarès
| Date | Compétition                          | Lieu                               | Résultat | Épreuve | Marque  |
| ---- | ------------------------------------ | ---------------------------------- | -------- | ------- | ------- |
| 2010 | Championnats du monde juniors        | Moncton                            | 2e       | Disque  | 61,85 m |
| 2013 | Jeux de la Francophonie              | Nice                               | 5e       | Disque  | 55,60 m |
| 2014 | Championnats des Balkans             | Pitești                            | 4e       | Poids   | 18,84 m |
| 2015 | Universiade                          | Gwangju                            | 2e       | Poids   | 19,92 m |
| 2015 | Championnats des Balkans             | Pitești                            | 1er      | Poids   | 20,96 m |
| 2016 | Circuit mondial en salle de l'IAAF   | Circuit mondial en salle de l'IAAF | 3e       | Poids   | détails |
| 2016 | Coupe d'Europe hivernale des lancers | Arad                               | 1er      | Poids   | 20,68 m |
| 2016 | Championnats du monde en salle       | Portland                           | 2e       | Poids   | 20,89 m |
| 2016 | Championnats des Balkans             | Pitești                            | 4e       | Poids   | 19,82 m |
| 2017 | Coupe d'Europe hivernale des lancers | Grande Canarie                     | 7e       | Poids   | 19,95 m |
| 2017 | Championnats du monde                | Londres                            | 12e      | Poids   | 19,96 m |
| 2017 | Universiade                          | Taipei                             | 3e       | Poids   | 20,12 m |
| 2018 | Championnats des Balkans en salle    | Istanbul                           | 2e       | Poids   | 20,41 m |
| 2018 | Championnats des Balkans             | Stara Zagora                       | 1er      | Poids   | 20,19 m |
| 2019 | Championnats des Balkans en salle    | Istanbul                           | 11e      | Poids   | 17,52 m |
| 2019 | Championnats d'Europe par équipes    | Sandnes                            | 5e       | Poids   | 19,25 m |
| 2019 | Championnats des Balkans             | Pravetz                            | 1er      | Poids   | 20,71 m |

## Records
| Épreuve          | Épreuve          | Performance | Lieu        | Date            |
| ---------------- | ---------------- | ----------- | ----------- | --------------- |
| Lancer du poids  | En plein air     | 21,06 m     | Cluj-Napoca | 17 juillet 2016 |
| Lancer du poids  | En salle         | 20,89 m     | Portland    | 19 mars 2016    |
| Lancer du disque | Lancer du disque | 61,27 m     | Bucarest    | 4 mars 2014     |